# Просянська сільська рада (Нововодолазький район)
Прося́нська сільська́ ра́да — адміністративно-територіальна одиниця та орган місцевого самоврядування в Нововодолазькому районі Харківської області. Адміністративний центр — село Просяне.

## Загальні відомості
- Територія ради: 91,23 км²
- Населення ради: 2 043 осіб (станом на 2001 рік)

## Населені пункти
Сільській раді підпорядковані населені пункти:
- с. Просяне
- с. Дерегівка
- с. Новопросянське
- с. Лихове

## Склад ради
Рада складається з 16 депутатів та голови.
- Голова ради: Вітер Олександр Михайлович
- Секретар ради: Нетецька Лідія Григорівна

### Керівний склад попередніх скликань
| Прізвище, ім'я, по батькові | Основні відомості                                                 | Дата обрання | Дата звільнення |
| --------------------------- | ----------------------------------------------------------------- | ------------ | --------------- |
| Вітер Олександр Михайлович  | Сільський голова, 1963 року народження, освіта вища, безпартійний | 26.03.2006   | 31.10.2010      |
| Вітер Олександр Михайлович  | Сільський голова, 1963 року народження, освіта вища, безпартійний | 31.10.2010   |                 |

Примітка: таблиця складена за даними сайту Верховної Ради України

### Депутати
За результатами місцевих виборів 2010 року депутатами ради стали:

#### За суб'єктами висування
| Суб'єкт висування           | Кількість обраних депутатів | %    |
| --------------------------- | --------------------------- | ---- |
| Самовисування               | 15                          | 93,8 |
| Комуністична партія України | 1                           | 6,3  |

#### За округами
| № округу                    | Прізвище, ім'я, по батькові     | Дата визнання обраним | Освіта             | Партійна приналежність | Відомості про обраного депутата                               |
| --------------------------- | ------------------------------- | --------------------- | ------------------ | ---------------------- | ------------------------------------------------------------- |
| Комуністична партія України |                                 |                       |                    |                        |                                                               |
| 5                           | Сабельник Олександр Іванович    | 04.11.2010            | вища               | позапартійний          | тимчасово не працює                                           |
| Самовисування               |                                 |                       |                    |                        |                                                               |
| 1                           | Нетецька Лідія Григорівна       | 04.11.2010            | середня            | позапартійна           | Просян ська сільська рада, секретар                           |
| 2                           | Кулик Галина Михайлівна         | 04.11.2010            | вища               | позапартійна           | Просянська бібліотека-філія Ново водолазької ЦБС, завідувачка |
| 3                           | Молчанова Катерина Григорівна   | 04.11.2010            | вища               | позапартійна           | Просянська загальноосвітня школа I-III ст., вчитель           |
| 4                           | Волотка Юрій Степанович         | 04.11.2010            | вища               | позапартійний          | тимчасово не працює                                           |
| 6                           | Калашник Василь Васильович      | 04.11.2010            | вища               | позапартійний          | ВАТ «Укртелеком», електромонтер                               |
| 7                           | Суржко Валентин Васильович      | 04.11.2010            | середня            | позапартійний          | тимчасово не працює                                           |
| 8                           | Семенко Світлана Василівна      | 04.11.2010            | середня            | позапартійна           | тимчасово не працює                                           |
| 9                           | Андрієнко Олександр Юрійович    | 16.11.2010            | вища               | позапартійний          | тимчасово не працює                                           |
| 10                          | Свид Сергій Васильович          | 10.01.2011            | вища               | позапартійний          | Районна рада, провідний спеціаліст                            |
| 11                          | Гузь Зоя Миколаївна             | 04.11.2010            | вища               | позапартійна           | тимчасово не працює                                           |
| 12                          | Кашпур Микола Прокопович        | 04.11.2010            | середня            | позапартійний          | БУД- 813, екскаваторник                                       |
| 13                          | Кашпур Прокіп Прокопович        | 04.11.2010            | середня спеціальна | член Партії регіонів   | тимчасово не працює                                           |
| 14                          | Стрижакова Валентина Тимофіївна | 04.11.2010            | вища               | позапартійна           | Дерегівський фельдшерсько-акушерський пункт, медична сестра   |
| 15                          | Семикрас Володимир Вікторович   | 04.11.2010            | вища               | позапартійний          | Районний відділ освіти, водій                                 |
| 16                          | Бєлєнький Микола Миколайович    | 04.11.2010            | вища               | позапартійний          | ВОХОР, охоронець                                              |